# Julio Segni
Giulio Segni da Modena (conosciuto anche come Julio Segni, Julio da Modena, o ancora Biondin; Modena, 1498 – Roma, 1561) è stato un compositore, clavicembalista e organista italiano  noto per i suoi ricercare in Musica Nova (Venezia 1540).
I suoi giochi per tastiera (organo, clavicembalo) erano particolarmente noti presso i suoi contemporanei, anche se pochi sono pervenuti ai giorni nostri.

## Biografia
Giovanissimo, studiò canto con Antonio Bidon da Asti, ed in seguito fu allievo del compositore Jacopo da Fogliano, dal quale apprese l'organo ed il clavicembalo fra il 1512 e il 1514. In seguito fu attivo a Roma e fra il 1530 e il 1532 a Venezia, dove divenne secondo organista presso la Basilica di San Marco.
Verso il 1535 ritornò a Roma, dove fu a servizio del cardinale Guido Ascanio Sforza di Santa Fiora fino alla sua morte, avvenuta nel 1561.

## Opere
Le composizioni di Segni risalgono prevalentemente al periodo fra il 1540 e il 1548, ma ne sono pervenute ai nostri giorni solo una piccola parte, in particolare 13 ricercare.
Alcuni dei suoi ricercare ci sono pervenuti grazie al loro adattamento in intavolature per liuto, essendo andate perdute le opere originali.